# Reófilo

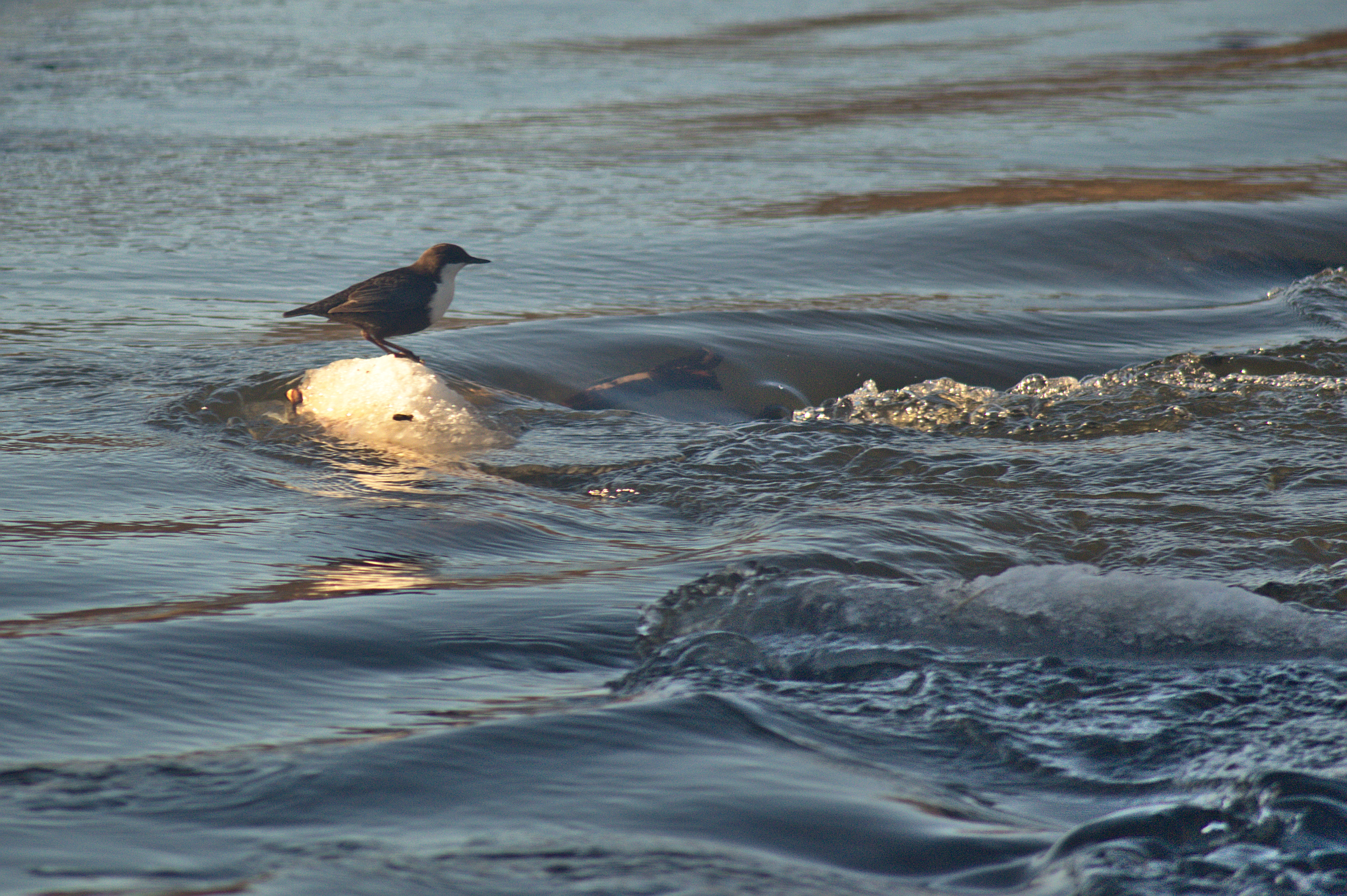
Melro-d'água (Cinclus cinclus)

Um reófilo é um ser vivo que está adaptado à vida em águas em movimento rápido, como correderias, cataratas, etc.

## Exemplos de seres reofílicos

### Plantas
Existem vários tipos de plantas reófilas no planeta. Os reservatórios em construção fornecem habitats específicos para as plantas reofílicas. As corredeiras no rio Madeira, em Porto Velho, são famosas pela vaidade das plantas reofílicas. Um exemplo de planta reofílica é a cabelo-de-anjo, uma espécie de arbusto de até 2 metros de altura, nativa do sul da América do Sul.

### Insetos
Muitos insetos aquáticos que vivem em cascatas exigem corrente para sobreviver. Epeorus sylvicola, uma espécie de ephemeroptera reofílica. Várias espécies de insetos reofílicos foram encontradas capazes de flutuar. Uma exceção são os Trichoptera.

### Pássaros
A regulação de rios através da criação de barragens e reservatórios, bem como a canalização, podem degradar e destruir o gênero Cinclus, o único entre os passeriformes por sua capacidade de mergulhar e nadar debaixo d'água.

### Peixe
Um número muito grande de espécies de peixes reofílicas é conhecido e inclui membros de pelo menos 419 gêneros em 60 famílias.

### Moluscos
Ancylus fluviatilis
Espécies de Aylacostoma
Lymnaea ovata

### Anfíbios
Neurergus strauchii, um tritão da Turquia
Pachytriton labiatus, um tritão da China